# Ungerundeter offener Hinterzungenvokal
Lautliche und orthographische Realisierung des ungerundeten offenen Hinterzungenvokals – in linguistischer Literatur auch dunkles a genannt – in verschiedenen Sprachen:
- Französisch:
  - [⁠ɑ⁠]: a manchmal (insbesondere â)
    - Beispiele: casser [kɑse], château [ʃɑto]

  - [ɑ̃]: an, am, en, em, ean
    - Beispiele: chambre [ʃɑ̃bʀ], pendant [pɑ̃dɑ̃], emploi [ɑ̃plwa], Jean [ʒɑ̃]